# 小行星6461
小行星6461（英語：6461）是一颗围绕太阳公转的小行星。1993年11月4日，罗伯特·H·麦克诺特在赛丁泉山发现了此天体。
这颗小行星的绝对星等为266.33143等。